# The Blob (Hügel)
The Blob (englisch für Das Klümpchen) ist ein markanter und nahezu vollständig schneebedeckter Hügel auf der Siple-Insel vor der Küste des westantarktischen Marie-Byrd-Lands. Er ragt auf halbem Weg zwischen dem Thurston-Gletscher und dem Armour Inlet an der Nordküste der Insel auf.
Der United States Geological Survey kartierte ihn anhand von Luftaufnahmen, welche die United States Navy im Rahmen der Operation Highjump (1946–1947) im Januar 1947 angefertigt hatte. Das Advisory Committee on Antarctic Names verlieh dem Hügel im Jahr 1967 seinen deskriptiven Namen.